# 신에이 동화
신에이 동화 주식회사(일본어: シンエイ動画株式会社 신에이도가 가부시키가이샤[*], 영어: SHIN-EI ANIMATION Co., Ltd. 신에이 애니메이션 컴패니[*])는 일본의 애니메이션 제작 회사다. 일본동화협회 정회원.
대표작으로 TV 애니메이션 《도라에몽》, 《크레용 신짱》, 《아타신치》(TV 아사히계)를 중심으로 극장용 장편 애니메이션 《도라에몽》, 《크레용 신짱》 시리즈가 있다. 또한 작화 공정만을 타사에서 하청 사업도 실시하고 있다. 2010년부터 TV 아사히의 완전 자회사가 되었다. 신에이 동화는 1965년(쇼와 40년)에 설립 된 유한회사 에이 프로덕션(통칭: A프로덕션)이 전신이다. A프로덕션은 도쿄 무비와 업무 제휴를 하고 제작 담당으로 활동하고 있었다.

## 사명의 유래
'신에이'의 유래는 쿠스베 다이키치로에 따르면 '신생 A 프로', '새로운 A 프로덕션'이라는 뜻이며 신예라는 의미라고 설명하고 있지 않다. 출범시 신에이 동화 임원을 맡은 오오츠카 야스오도 자신의 저서에서 신생 A 프로라는 의미라고 적었다. 공식 사이트에서는 '새로운 A 프로="신A"'(新しいAプロ=『新A』), 그리고 '애니메이션계의 "신예"이고 싶다'라고 전하고 있다. 새로 만들어진 로고 타입은 신에이의 'A'에 만화풍의 머리와 손을 붙였고, 마스코트와 같은 디자인으로 되어 있다. 쿠스베 다이키치로 디자인의 이 캐릭터의 이름은 '에-짱'(エーちゃん)이다.

## 역사

### A 프로덕션 시대
A 프로덕션(이하 "A프로")의 이름은 "첫번째 문자인 A, 에이스라는 의미 등으로 왠지 붙인 것 같다"라고 한다(창립자 쿠스베 다이키치로의 말).
TV 애니메이션의 여명기에 인형극단 출신자에 의해 설립 된 도쿄 무비가 TV 애니메이션 《빅X》로 경영 위기에 빠져 그 실패를 바탕으로 제작 자세를 갖추려고 했다. 그래서 당시의 도쿄 무비의 사장이었던 후지오카 유타카가 도에이 동화(현 도에이 애니메이션)에서 독립했던 애니메이터, 쿠스베 다이키치로에게 말을 걸어 본 것이 창립의 계기였다. 그리고 쿠스베는 도에이 동화의 신인 애니메이터였던 시바야마 츠토무, 코바야시 오사무에게 말을 걸어 조금 늦게 카바시마 요시오, 모리시타 케이스케 2명이 쿠스베와 합류해, 총 5명이 창립 멤버가 되어, A 프로는 시부야구 요요기에 그 기반을 두고 있었다.
도쿄 무비는 영업을 담당하고, A 프로는 제작 담당으로서 업무 제휴(자본 관계 없음)라는 형태를 취했다. 그리고 쿠스베의 동생이기도 한 쿠스베 산키치로가 도쿄 무비에 입사해 제작 관리 스태프로서 형 다이키치로를 지지했다. 이윽고 도에이 동화도 극장 장편 애니메이션에서 신인을 중심으로 한 텔레비전 애니메이션 제작으로 방향 전환을 시작하면서 도에이 동화의 장편 스태프, 중견의 스태프가 잇달아 A 프로에 이적해 온다. 이들 이적조의 코야마 레이지, 요시다 시게츠구 , 오오츠카 야스오, 미야자키 하야오,타카하타 이사오, 코다베 요이치 등과 정기 채용으로 육성된 당시의 신인, 나카무라 에이이치 등 애니메이터나 연출가들이 도쿄 무비의 대표작인 《오바케의 Q 타로》, 《거인의 별》, 《루팡 3세 (제1작 시리즈)》, 《명랑 개구리 뽕키치》, 《황야의 소년 이사무》, 《천재 바카본》 등 수많은 작품을 다룬다.
작화·연출 스태프 외에 미술 부문·마무리 부문도 거르리고 있어, 최전성기에는 TV 애니메이션 5 작품의 동시 제작을 자랑하고 있었다. 그러나 1974년, 창립자인 쿠스베 다이키치로가 병으로 1년간 요양한 것, 또 도쿄 무비의 후지오카가 일본 시장에 대한 관심을 잃고, 미국 시장 개척을 위해 분주하고 있는 사이에 도쿄 무비 제작 작품의 개수가 감소했다. 이러한 배경과 경영의 위기를 맞이한 것으로, 실제 제작만의 체제에 한계를 느낀 쿠스베는 자사에서 기획·제작을 하는 회사로 하기 위해 1976년의 《원조 천재 바카본》을 마지막 도쿄 무비와의 제휴를 원만 해소해 독립했다. 이렇게 A 프로는 1976년 9월 9일에 사명을 '신에이 동화 주식회사'로 변경한다.

### 신에이 동화 시대
이렇게 해서 재출발한 신에이 동화는 사옥을 다나시 키타하라쵸로 이전해, 이때에는 마무리 부문을 떼어내고 작화 스태프도 대폭 삭감해 경영을 슬림화하고 있다. 이때 독립한 작화 스태프가 설립한 것이 아세아당 등의 스튜디오이다. 덧붙여 코야마가 이끈 미술 부문은 코야마 자신이 독립한 형태로, 일찍 폐해졌다. 그리고 도쿄 무비에 재적하고 있던 쿠스베 산키치로는 전무이사로서 신에이 동화로 이적해, 형인 다이키치로와 함께 경영을 지지했다. A 프로에서 신에이 동화로 독립한 기념으로 도쿄 무비가 갖고 있던 도라에몽의 영상화권을 후지오카로부터 양도받았다는 일화가 있다.
도쿄 무비로부터 독립 후 데뷔작은 PR용 단편영화 《초원의 아이 텐구리》(1977년)였다. 당분간은 타사의 그로스 도급 등을 한 뒤, 1979년에는 TV 애니메이션 《도라에몽》을 고심 끝에, 다시 애니메이션화에 들어간다.이 신에이판 도라에몽의 성공이 신에이 동화의 경영의 초석이 되었다.

## 작품 목록

### 텔레비전
A 프로덕션

#### 1970년대
- 오바케의 Q 타로 (1965년~1967년)
- 파만 (1967년, 공동 제작: 스튜디오 제로)
- 코메트상 (1967년~1968년)
- 거인의 별 (1968년~1971년)
- 몬스터왕자 몽짱 (1968년~1669년, 공동 제작: 스튜디오 제로)
- 우메보시 덴카 (1969년, 공동 제작: 스튜디오 제로)
- 무민 (1969년~1970년, 1~26화)
- 어택 No.1 (1969년~1971년)
- 진호 무챠베에 (1971년)
- 천재 바카본 (1971년~1972년)
- 신 오바케의 Q 타로 (2971년~2017년)
- 루팡 3세 (1971년~1972년)
- 아카도 스즈노스케 (1972년~1973년)
- 명랑 개구리 뽕키치 (1972년~1974년)
- 정글 쿠로베 (1973년)
- 황야의 소년 이사무 (1973년~1974년)
- 에이스를 노려라! (1973년~1974년)
- 사무라이 자이언츠 (1973년~1974년)
- 공수도 바보 일대 (1973년~1974년)
- 유도찬가 (1974년)
- 개구쟁이 삐뽀 (1974년~1976년)
- 감바의 모험 (1975년)
- 원조 천재 바카본 (1974년~1977년)

신에이 동화
- 나는 철병 (1977년)
- 잇큐씨 (1978년)
- 일본 명작 동화 시리즈: 빨간 새의 마음 (1979년)
- 도라에몽 (1979년 애니메이션) (1979년)

#### 1980년대
- 몬스터왕자 몽짱(제2작) (1980년~1982년)
- 꾸러기 닌자 토리 (1981년~1987년)
- 게임센터 아라시 (1982년, 제작 협력: 츠치다 프로덕션)
- 후쿠 짱 (1982년~1984년)
- 파만(제2작) (1983년~1985년)
- 오요네코 부냥 (1984년)
- 오바케의 Q 타로(제3작) (1985년)
- 프로골퍼 사루 (1985년, 제작 협력: 스튜디오 딘)
- 울트라 B (1987년)
- 에스퍼 마미 (1987년)
- 으랏차차 짠돌이네 (1988년~1989년)
- 신 프로골퍼 사루 (1988년, 제작 협력: 스튜디오 딘)
- 만능 비리몽 (1989년, 제작 협력: 스튜디오 딘)
- 맛의 달인 (1988년, 제작 협력: 스튜디오 딘)
- 왕괴짜 돈만이 (1989년~1992년)
- 만능 비리몽 뭐든지 상회 (1989년, 제작 협력: 스튜디오 딘)
- 웃는 세일즈맨 (1989년)
- 침푸이 (1989년)

#### 1990년대
- ガタピシ (1990년)
- 후지코 후지오A의 무마코 (1990년)
- 八百八町表裏 化粧師 (1990년)
- 도로론팟! (1991년)
- 21에몽 (1991년)
- さすらいくん (1992년)
- 짱구는 못말려 (1992년~)
- 닌자펭귄 만마루 (1997년)
- 요시모토 무칫코 이야기 (1998년)
- 주간 스토리랜드 (1999년)

#### 2000년대
- 激動!歴史を変える男たち 〜アニメ静岡県史 (2020년)
- 정글은 언제나 맑은 뒤 흐림 (2001년)
- 아따맘마 (2002년~2009년)
- 도라에몽 (2005년 애니메이션) (2005년~)
- 쌍둥이 맑음 (2009년~2010년)

#### 2010년대
- 스티치! ~계속 최고의 친구~ (2010년)
- 에어리어의 기사 (2012년)
- 흑마녀 나가신다!! (2012년)
- 인도판 꾸러기 닌자 토리 (2013년, 공동 제작: Reliance MediaWorks)
- 옆자리 세키군 (2014년)
- 전자상가의 서점 아가씨 (2014년)
- 괴도조커 (2014년~2016년)
- 신 아따맘마 (2015년~2016년)
- TRICKSTER -에도가와 란포 소년탐정단으로부터- (2016년, 공동 제작: TMS 엔터테인먼트)
- 웃는 세일즈맨 NEW (2017년)
- 요괴 아파트의 우아한 일상 (2017년, 제작 협력: SynergySP)
- 장난을 잘 치는 타카기 양 (2018년)
- 포치와 발명 피카친 키트 (2018년, 공동 제작: OLM, 제작 협력: SynergySP)
- Go! Go! 고마짱 (2019년, Studio 팔레트)
- 장난을 잘 치는 타카기 양 2 (2019년)
- 팔남이라니, 그건 아니지! (2020년, 제작 협력: SynergySP)
- アニメ カピバラさん (2020년, 공동 제작: Lesprit)
- 아이돌즈! (2021년, 공동 제작: 레이)
- 뿌이뿌이 모루카 (2021년, 공동 제작: 재팬 그린 하츠)
- 멋진 이 세계 The Animation (2021년, 공동 제작: domerica)
- 순백의 소리 (2021년)
- iii아이스크린 (2021년, 공동 제작: TIA)
- 장난을 잘 치는 타카기 양 3 (2022년)
- 뻐꾸기 커플 (2022년, 공동 제작: SynergySP)
- 치미모 (2022년)
- iii아이스크린 2 (2022년, 공동 제작: TIA)
- 내 마음의 위험한 녀석 (2023년)
- 빅쿠리맨 (2023년, 애니메이션 제작: Lesprit)
- 내 마음의 위험한 녀석(제2기) (2024년)
- 휴일의 악당 (2024년)
- 치유마법의 잘못된 사용법 (2024년)

### 영화
A 프로덕션
- 喜劇 駅前漫画 (1966년)
- 거인의 별 (1969년)
- 어택 No.1 (1970년)
- 팬더와 친구들의 모험 (1972년)
- 팬더와 친구들의 모험 우천 서커스 편 (1973년)

신에이 동화
- 영화 도라에몽 시리즈 (제1기) (1980년~2004년)
- 21에몽 우주로 오세요 (1981년)
- 괴물군 데몬의 검 (1982년)
- 꾸러기 닌자 토리 ニンニン忍法絵日記の巻 (1982년)
- 꾸러기 닌자 토리 ニンニンふるさと大作戦の巻 (1983년)
- 퍼맨 버드맨이 왔다!! (1983년)
- 닌자 핫토리군+파만 초능력 워즈 (1984년)
- 닌자 핫토리군+파만 닌자 괴수 짓포우 VS 미라클 타마고 (1985년)
- 오바케의 Q 타로 とびだせ! バケバケ大作戦 (1986년)
- 프로골퍼 사루 スーパーGOLFワールドへの挑戦!! (1986년)
- 프로골퍼 사루 甲賀秘境! 影の忍法プロゴルファー参上! (1987년)
- 오바케의 Q 타로 進め! 1/100大作戦 (1987년)
- 에스퍼 마미: 별하늘의 댄싱 돌 (1988년)
- 울트라 B ブラックホールからの独裁者B・B！ (1988년)
- 현립 해공고교 야구부원 야마시타 타로군 (1988년)
- 영화 도라에몽 병영 시리즈 (1989년~2004년)
- 친푸이 에리님 활동 대사진 (1990년)
- 21에몽 宇宙（そら）いけ!裸足のプリンセス (1992년)
- 영화 짱구는 못말려 시리즈 (1993년)
- 우메보시 덴카 우주의 끝에서 판파로판! (1994년)
- Pa-Pa-Pa ザ★ムービー パーマン (2003년)
- 영화 아따맘마
- Pa-Pa-Pa ザ★ムービー パーマン タコDEポン!アシHAポン! (2004년)
- 영화 도라에몽 시리즈 (제2기 (2006년)
- 갓파쿠와 여름방학을 (2007년)
- 극장판 아따맘마 3D : 엄마는 초능력자 (2010년)
- パロルのみらい島 (2014년)
- 도라에몽: 스탠바이미 (2014년)
- ゴーちゃん。〜モコとちんじゅうの森の仲間たち〜 (2017년)
- ゴーちゃん。〜モコと氷の上の約束〜 (2018년)
- 도라에몽: 스탠바이미 2 (2020년)
- 극장판 PUI PUI 모루카 (2021년)
- 극장판 장난을 잘 치는 타카기 양 (2022년)
- 창가의 토토 (2023년)

## 같이 보기
- 교토 애니메이션
- 후지코 후지오의 애니메이션 역사
- 도라 핫 파
- 쇼가쿠칸
- 도호

### 내용주
1. ↑  설립부터 현재까지 자사에서 저작권을 보유한 작품은 후지 TV계와의 거래는 일절 없다. 그러나 A 프로덕션 시절부터 신에이 동화 초기에 참여한 작품이었다.
2. ↑  현 니시토쿄시

### 참조주
1. ↑  『아니메쥬』 1985년 1월호, 도쿠마서점. 구스베 다이키치로와의 인터뷰에서 본인의 증언.
2. 1 2  『아니메쥬』 2000년 5월호, 도쿠마서점(오구로 유이치로 (2006). 〈제19회 와타나베 아유무〉. 《이 사람에게 이야기를 듣고 싶은 애니메이션 프로패셔널 직업 1998-2001》. 도쿄: 아스카신사. 312쪽. ISBN 4-87031-758-3. ). 신에이동화 직원인 와타나베 아유무가 쿠스베로부터 설명 된 증언.
3. ↑  『리틀 · 니모의 야망』 p.55
4. ↑  「http://www.shin-ei-animation.jp/modules/company/index.php?id=2 보관됨 2015-09-24 - 웨이백 머신 회사 연혁]」 신에이 동화 공식 사이트
5. ↑  키쿠짱과 오오카미 블로그 팟 보관됨 2016-04-16 - 웨이백 머신 신에이 동화 공식 사이트
6. ↑  『アニメージュ』1985年1月号、徳間書店、p.59

## 참고 문헌
- 『아니메쥬』(1985년 1월호, 도쿠마서점) - A프로덕션 특집. 구스베 다이키치로와의 인터뷰.
- 오오쓰카 야스오 『작화 땀투성이 증보개정판』 도쿠마서점, 2001년
- 오오쓰카 야스오 『리틀 니모의 야망』 도쿠마서점, 2004년
- 「구스베 다이키치로 롱 인터뷰」『기네마 순보별책 동화왕 Vol.07』 기네마순보사, 1998년
- 오오쓰카 야스오, 모리 유키 『오오쓰카 야스오 인터뷰 애니메이션 종횡무진』 실업지일본사, 2006년